# Shadow DN5
Shadow DN5 – samochód Formuły 1 zaprojektowany przez Dave’a Wassa i skonstruowany przez Shadowa. Samochód był używany w sezonie 1975. Samochód był napędzany przez jednostki Cosworth.
W sezonie 1976 oraz podczas Grand Prix Argentyny i Grand Prix Brazylii sezonu 1977 używana była wersja DN5B.

## Wyniki
| Legenda oznaczeń w tabelach wyników Wyświetl szablon na nowej stronie | Legenda oznaczeń w tabelach wyników Wyświetl szablon na nowej stronie                                                                     |
| Oznaczenie                                                            | Wyjaśnienie |
| --------------------------------------------------------------------- | --- |
| Złoty                                                                 | Zwycięzca lub mistrzostwo |
| Srebrny                                                               | 2. miejsce lub wicemistrzostwo |
| Brązowy                                                               | 3. miejsce lub II wicemistrzostwo |
| Zielony                                                               | Ukończył, punktował (w klasyfikacji generalnej, gdy zdobył co najmniej jeden punkt na przestrzeni sezonu, poza trzema powyższymi opcjami) |
| Niebieski                                                             | Ukończył, nie punktował (w klasyfikacji generalnej, gdy nie zdobył co najmniej jednego punktu na przestrzeni sezonu)                      |
| Czerwony                                                              | Nie zakwalifikował się (NZ) |
| Czerwony                                                              | Nie prekwalifikował się (NPK) |
| Różowy                                                                | Nie ukończył (NU) |
| Różowy                                                                | Niesklasyfikowany (NS) (w klasyfikacji generalnej, gdy nie został sklasyfikowany w żadnym wyścigu sezonu)                                 |
| Czarny                                                                | Zdyskwalifikowany (DK) |
| Czarny                                                                | Wykluczony (WYK/EX) |
| Biały                                                                 | Nie wystartował (NW) |
| Biały                                                                 | Kontuzjowany (K/INJ) |
| Biały                                                                 | Wyścig odwołany (OD/C) |
| Bez koloru                                                            | Został wycofany (WYC/WD) |
| Bez koloru                                                            | Nie przybył (NP/DNA) |
| Bez koloru                                                            | Nie brał udziału w treningach (NT/DNP) |
| Bez koloru                                                            | Nie został zgłoszony (–) |
| Pogrubienie                                                           | Start z pole position |
| Kursywa                                                               | Najszybsze okrążenie wyścigu |
| †                                                                     | Nie ukończył, ale jego rezultat został zaliczony ze względu na przejechanie więcej niż 90% dystansu wyścigu.                              |
| *                                                                     | Sezon w trakcie |
| 1/2/3                                                                 | Punktowana pozycja w sprincie kwalifikacyjnym                                                                                             |
| Lista systemów punktacji Formuły 1                                    | |

| Sezon | Zespół                 | Silnik   | Kierowcy           | Wyniki w poszczególnych eliminacjach | Wyniki w poszczególnych eliminacjach | Wyniki w poszczególnych eliminacjach | Wyniki w poszczególnych eliminacjach | Wyniki w poszczególnych eliminacjach | Wyniki w poszczególnych eliminacjach | Wyniki w poszczególnych eliminacjach | Wyniki w poszczególnych eliminacjach | Wyniki w poszczególnych eliminacjach | Wyniki w poszczególnych eliminacjach | Wyniki w poszczególnych eliminacjach | Wyniki w poszczególnych eliminacjach | Wyniki w poszczególnych eliminacjach | Wyniki w poszczególnych eliminacjach | Wyniki w poszczególnych eliminacjach | Wyniki w poszczególnych eliminacjach | Wyniki w poszczególnych eliminacjach | Wyniki kierowców | Wyniki kierowców | Wyniki konstruktora | Wyniki konstruktora |
| 1975  |                        |          |                    | Argentyna                            | Brazylia                             |                                      |                                      | Monako                               | Belgia                               | Szwecja                              | Holandia                             | Francja                              | Wielka Brytania                      | Niemcy                               | Austria                              | Włochy                               | Stany Zjednoczone                    |                                      |                                      |                                      | Pkt.             | Msc.             | Pkt.                | Msc.                |
| ----- | ---------------------- | -------- | ------------------ | ------------------------------------ | ------------------------------------ | ------------------------------------ | ------------------------------------ | ------------------------------------ | ------------------------------------ | ------------------------------------ | ------------------------------------ | ------------------------------------ | ------------------------------------ | ------------------------------------ | ------------------------------------ | ------------------------------------ | ------------------------------------ | ------------------------------------ | ------------------------------------ | ------------------------------------ | ---------------- | ---------------- | ------------------- | ------------------- |
| 1975  | UOP Shadow Racing Team | Cosworth | Jean-Pierre Jarier | NW                                   | NU                                   | NU                                   | 4                                    | NU                                   | NU                                   | NU                                   | NU                                   | 8                                    | NU                                   | NU                                   |                                      |                                      | NU                                   |                                      |                                      |                                      | 1,5              | 18               | 9,5                 | 6                   |
| 1975  | UOP Shadow Racing Team | Cosworth | Tom Pryce          |                                      |                                      | 9                                    | NU                                   | NU                                   | 6                                    | NU                                   | 6                                    | NU                                   | NU                                   | 4                                    | 3                                    | 6                                    | NS                                   |                                      |                                      |                                      | 8                | 10               | 9,5                 | 6                   |
| 1976  |                        |          |                    | Brazylia                             |                                      | Stany Zjednoczone                    |                                      | Belgia                               | Monako                               | Szwecja                              | Francja                              | Wielka Brytania                      | Niemcy                               | Austria                              | Holandia                             | Włochy                               | Kanada                               | Stany Zjednoczone                    | Japonia                              |                                      | Pkt.             | Msc.             | Pkt.                | Msc.                |
| 1976  | Shadow Racing Team     | Cosworth | Jean-Pierre Jarier | NU                                   | NU                                   | 7                                    | NU                                   | 9                                    | 8                                    | 12                                   | 12                                   | 9                                    | 11                                   | NU                                   | 10                                   | 19                                   | 18                                   | 10                                   | 10                                   |                                      | 0                | NS               | 10                  | 8                   |
| 1976  | Shadow Racing Team     | Cosworth | Tom Pryce          | 3                                    | 7                                    | NU                                   | 8                                    | 10                                   | 7                                    | 9                                    | 8                                    | 4                                    | 8                                    | NU                                   |                                      |                                      |                                      |                                      |                                      |                                      | 9 (12)           | 10               | 10                  | 8                   |
| 1977  |                        |          |                    | Argentyna                            | Brazylia                             |                                      | Stany Zjednoczone                    |                                      | Monako                               | Belgia                               | Szwecja                              | Francja                              | Wielka Brytania                      | Niemcy                               | Austria                              | Holandia                             | Włochy                               | Stany Zjednoczone                    | Kanada                               | Japonia                              | Pkt.             | Msc.             | Pkt.                | Msc.                |
| 1977  | Shadow Racing Team     | Cosworth | Renzo Zorzi        | NU                                   | 6                                    |                                      |                                      |                                      | -                                    | -                                    | -                                    | -                                    | -                                    | -                                    | -                                    | -                                    | -                                    | -                                    | –                                    | -                                    | 1                | 19               | 1 (23)              | 7                   |
| 1977  | Shadow Racing Team     | Cosworth | Tom Pryce          |                                      | NU                                   |                                      | -                                    | -                                    | -                                    | -                                    | -                                    | -                                    | -                                    | -                                    | -                                    | -                                    | -                                    | -                                    | -                                    | –                                    | 0                | NS               | 1 (23)              | 7                   |